# Myrmecopora
Myrmecopora is een geslacht van kevers uit de familie van de kortschildkevers (Staphylinidae).

## Soorten
- Myrmecopora (Lamproxenusa) algarum (Sharp, 1874)
- Myrmecopora (Xenusa) anatolica (Fagel, 1969)
- Myrmecopora (Xenusa) bernhaueri Koch, 1936
- Myrmecopora (Xenusa) boehmi Bernhauer, 1910
- Myrmecopora (Xenusa) brevipes Butler, 1909
- Myrmecopora (Lamproxenusa) chinensis Cameron, 1944
- Myrmecopora (Paraxenusa) laesa (Erichson, 1839)
- Myrmecopora (Xenusa) maritima (Wollaston, 1860)
- Myrmecopora (Xenusa) minima Bernhauer, 1901
- Myrmecopora (Lamproxenusa) reticulata Assing, 1997
- Myrmecopora (Lamproxenusa) rufescens (Sharp, 1874)
- Myrmecopora (Xenusa) simillima (Wollaston, 1864)
- Myrmecopora (Xenusa) sulcata (Kiesenwetter, 1850)
- Myrmecopora (Xenusa) uvida (Erichson, 1840)